# 国鉄マシ35形客車
マシ35形客車（マシ35がたきゃくしゃ）は、日本国有鉄道（国鉄）が1951年（昭和26年）に製造した客車である。
本項では同年に製造された同系車のマシ36形についても解説を行う。

## 概要
東海道本線の特別急行列車「つばめ」・「はと」用食堂車として、1950年（昭和25年）度予算でスシ35形・スシ36形として発注され、1951年にマシ35形3両（1 - 3）が日本車輌製造で、マシ36形2両（1・2）が川崎車輛で製造された。
基本構造は両形式とも共通であるが、従来通り石炭レンジと氷式冷蔵庫を搭載したマシ35形に対し、マシ36形は厨房の完全電化を目指し、厨房に電熱コンロ・電気レンジ・電気冷蔵庫を試作的に搭載した電化キッチン設備車として落成している。

### 車体
当時の標準型客車であるスハ43系に準じた、妻部に後退角のない車体長19,500 mm、最大幅2,912 mm、最大高4,020 mmの鋼製車体を備える。
ただし、木材を窓枠や内装等に使用していた通常のスハ43系などとは異なり、窓枠は防音を目的としてゴムで弾性支持する1段上昇式の鋼製品を二重構造で使用し、内装に仕上げ鋼板（SPSR）やアルミ合金を使用するなど全金属化が図られていた。また、床も防音を目的として二重化し、その間に吸音材としておがくずを充填してあるなど、従来の食堂車とは一線を画する当時最新の技術を投じた設計とされた。
これに対し、車内の食堂座席配置は従来通り1列+2列の3列構成で車体中央部に定員30人とし、1位寄りにソファを設けた喫煙室（定員6人）と配電室を、2位寄りに料理室（厨房）と物置をそれぞれ備えた。食堂室内の基本デザインは川崎車輌側デザイナーの手によるもので、カラーリングはクリーム色を基調に、マシ35形はコバルトブルー、マシ36形はオレンジの組み合わせとし、什器でも椅子はステンレスパイプ形、側窓の室内側にはベネシアンブラインドを導入し、在来食堂車とは一線を画した目新しい食堂に仕上がった。
料理室周辺のレイアウトについても戦前製のスシ37形・スシ38形などと大差なく、側廊下式として車内中央に加熱器具を集中させ、流しなどの水回りを窓側に並べるレイアウトが採られている。
換気は屋根上のガーランド式ベンチレータ6基で行われたが、床下に冷房装置も搭載しており、空気調和機と送気口は食堂両端の櫛桁部に設けられていた。
台枠はUF131が使用され、切妻で一般の客車でデッキに相当する部分を持たない構造となっており、側板は側窓上部のヘッダーと呼ばれる補強帯が側板の内側に隠されているが、側窓下部のウィンドウシルと呼ばれる補強板は露出したままであった。もっとも、側窓部分の外板と窓上部の外板には段差が存在しており、オハ35系ともスハ43系一般車とも異なる、他例の無い特徴的な外観となった。

### 主要機器

#### 台車
戦前の食堂車用では他の優等車と同様に各軸のばね定数を低く設定可能で乗り心地の改善に有利な3軸ボギー式台車を使用するのが定石であった。だが、戦後の振動解析など台車設計技術の進展・ばね定数の見直し・冷房装置などの床下機器の増加に対応したスペース捻出の必要性などを考慮し、本形式以降は通常の2軸ボギー式台車を使用することとなった。
しかし、食堂車用ということで特に防振に留意し、スハ42形などに用いられていたウィングばね式鋳鋼台車であるTR40形をベースとして、枕ばねに用いる重ね板ばねを定数の低い4列ばねとし、下揺れ枕と枕ばね間に防振ゴムを挿入して乗り心地の改善を図った、新設計かつ専用設計のTR46形が装着された。

#### ブレーキ
当時標準のA動作弁によるAVブレーキ装置が搭載された。

#### 冷房装置
当初、マシ35形には戦前から実績がある川崎重工製KM形冷房装置が、マシ36には三菱製のCAC12形冷房装置が、それぞれ搭載された。
マシ35形は従来通り車軸から直接動力を取り出して冷房装置を駆動する直接駆動方式が採用されたのに対し、マシ36形では料理室と共で車軸発電機を電源とする電気駆動方式が採用され、停車中の冷房動作が可能となった。

## 運用

### 東海道本線特急運用
竣工後マシ35形は「はと」ならびに予備車として品川客車区（後の品川運転所）、マシ36形は「つばめ」専用として宮原客車区に配置され、ただちに特別急行列車に投入された。
マシ36形は電気系統に不具合が続出し、特に冷房装置のトラブルがサービス上深刻な問題となった。このため、2年目の冷房使用開始時期を前にした1952年（昭和27年）7月に冷房装置の大改良が施工された結果、自重増によりカシ36形に形式変更された。これにより冷房装置の動作は一応の安定を得たものの、電気レンジや冷蔵庫周りの不具合は治まらず、結局完全電化を断念し1953年（昭和28年）3月に電気レンジ→石炭レンジ・電気冷蔵庫→氷式冷蔵庫に交換、屋根に石炭レンジ用煙突を設置してマシ35形に改造編入され、マシ35 11・12となった。

### 東海道本線全線電化後
1956年（昭和31年）11月の東海道線の全線電化完成に伴い、「つばめ」・「はと」は塗装を淡緑5号（通称青大将色）に塗り替えられたが、食堂車は新造車のオシ17形へ置換えが実施された。
1 - 3は、塗装変更を施工されないまま新設の夜行特別急行列車「あさかぜ」に転用。さらに1957年（昭和32年）10月1日のダイヤ改正で「あさかぜ」運用をオシ17形置換えで外れ、翌1958年（昭和33年）に冷房装置をオシ17形に準じたディーゼル機関直結駆動式の三菱CAE81形への更新ならびに青15号を基調にクリーム1号の帯をウインドシル下側と裾に2本巻いた塗装への変更を施工し、尾久客車区に転属。東北本線・常磐線の特別急行列車「はつかり」に投入された。1959年5月には「はつかり」運用もオシ17形に置換えられ、同年9月の改正で新設の寝台急行列車「北斗」に充当された。
11・12は、1957年に塗装変更と同時に1 - 3と同様の冷房装置に換装。「つばめ」・「はと」用予備車となったほか、臨時特急「さくら」や急行列車「なにわ」の153系電車化まで引き続き宮原区配置で運用された。

### 近代化工事施工後
1960年（昭和35年）から1961年（昭和36年）にかけて全車に側窓の複層固定ガラスアルミサッシ化・巻上カーテン化・物資搬入扉の増設・屋根上ベンチレータの撤去・照明の蛍光灯化・食堂内カラーリングを薄茶色に統一などの近代化工事が施工され、オシ17形に準じた形態とされた。また、塗装も1965年以降は青15号に変更された。
1 - 3は函館客車区に転属となり、1965年までは急行「まりも」、それ以降は「ていね」に充当された。
11・12は尾久客車区に転属となり、1964年10月のダイヤ改正までは急行｢北斗｣・｢北上｣、それ以降は「十和田」に充当された。1962年（昭和37年）には電気暖房を搭載し、車両番号も2011・2012に改番された。
しかし、1967年（昭和42年）の急行「安芸」食堂車火災事故で石炭レンジ搭載の旧式食堂車の危険性が指摘されたことなどにより、「ていね」充当の1 - 3は1968年10月のダイヤ改正で編成から外され1969年（昭和44年）に廃車され、「十和田」充当の2011・2012は、1970年（昭和45年）10月のダイヤ改正で、急行「安芸」の特急格上げで余剰となったオシ17形への置き換えにより運用を終了し同年中に廃車され、それぞれ解体処分となった。このため保存車は存在しない。